# 정기항
정기항(1939년 7월 26일 ~ )는 대한민국의 성우이다. 1960년 연극 배우로 활동하다가 1967년 TBC에 입사했으며, 언론통폐합에 따라 현재는 KBS 9기이다. 한국방송 성우극회 소속. 박영남, 유강진보다 나이가 많다.

## 주요 출연작품

### 애니메이션
- 개구쟁이 스머프 (KBS) - 할아버지 스머프
- 고스트 바둑왕 (KBS) - 황 사장
- 몬스터 (투니버스) - 노인
- 아이들이 사는 성 (EBS) - '나'편 저장낭, 대뇌요원 4
- 옛날 옛적에 (KBS)
- 올림포스 가디언 (SBS) - 필레몬
- 요술공주 밍키 (SBS) - 밥 할아버지 / 레전드 호텔
- 원피스 (KBS) - 네스카
- 은비까비의 옛날옛적에 (KBS)
- 전사 골리앗 (KBS) - 허드슨

### 애니메이션 영화
- 카멜롯의 전설 (KBS) - 해설
- 모모 (KBS) - 베포 할아버지
- 늑대아이 - 니라사키 영감
- 토드와 코퍼 - 에이모스 슬레이드
- 아틀란티스: 잃어버린 제국 - 아틀란티스 왕
- 브라더 베어 - 늙은 디나히
- 타잔 - 포터 교수
- 101마리 강아지 - 대령
- 뮬란 - 황제
- 뮬란 2 - 황제
- 미녀와 야수 - 서점 주인
- 토이 스토리 2 - 수리공
- 메이의 새빨간 비밀 - 가오 할아버지
- 헤라클레스 - 새 아버지
- 정글북 - 아키라

### 영화
- 오명 (KBS) - 프레스콧 (루이스 캘헌)
- 페노메논 (KBS) - 링골드 박사 (제프리 더먼) / 웰인 (리처드 카일리)
- 쥬라기 공원 (KBS) - 제라로 (마틴 페레로)
- 숀 코너리의 함정 (KBS)
- 아가사 크리스티의 창백한 말 (KBS) - 베너블
- 아내는 스모왕 (SBS)
- 봉쥬르 무슈 슐로미 (KBS) - 할아버지
- 책상 서랍 속의 동화 (KBS) - 가오 선생(고은만)
- 대부 3 (SBS) - 대주교(라프 밸론)
- 웰컴 미스터 맥도날드 (KBS) - 경비 (후지무라 슌지)
- 포스 오브 네이처 (SBS)
- 칠판 (KBS)
- 퐁네프의 연인들 (SBS)
- 키핑 더 페이스 (KBS) - 래리(론 리프킨)
- 로마의 휴일 (97년 더빙판/KBS) - 대사(하커트 윌리암스)
- 102마리 달마시안 (KBS) - 변호사
- 까미유 끌로델 (SBS)
- 마빈스 룸 (KBS) - 마빈 (험 크로닌)
- 유브 갓 메일 (SBS)
- 죽은 시인의 사회 (KBS) - 교장(노먼 로이드)
- 리틀 부다 (KBS) - 이붓(카이욘글라 린포체)
- LA 컨피덴셜 (KBS) - 검사장(론 리프킨)
- 허리케인 카터 (KBS) - 프리드먼 (해리스 유린)
- 스팅 (KBS)
- 사랑의 추억 (KBS) - 제라르
- 백발마녀전 (KBS) - 자양진이
- 대단한 유혹 (KBS) - 이봉
- 에드 우드 (KBS) - 노인
- 컬러 오브 나이트 (KBS)
- 올랜도 (KBS) - 해리 대공
- 새 (KBS)
- 사랑의 용기 (SBS)
- 포세이돈 어드벤처 (KBS)
- 엑소시스트 (SBS) - 칼 (루돌프 션들러) / 주교(월러스 로니)
- 오멘, 최후의 심판 (SBS)
- 마이 페어 레이디 (KBS) - 피커링 대령 (윌프레드 하이드-화이트)
- 마이 라이프 (SBS) - 빌 (마이클 콘스탄틴)
- 필라델피아 익스페리먼트2 (SBS) - 롱스트리트 (제임스 그린)
- 일 포스티노 (KBS)
- 러브 인 아프리카 (SBS) - 할아버지(앤드루 작스) / 교장 선생님(안소니 바테)
- 갈매기의 꿈 (KBS) - 늙은 갈매기(홀 버틀렛)
- 십계 (KBS) - 세티 왕 (세드릭 하드윅)
- 작은 아씨들 (KBS) - 로렌스(존 네빌)
- 송 포 유 (KBS) - 티모시 (베리 마틴)
- 검은 고양이 흰 고양이 (KBS) - 자레 할아버지
- 프리즌(영어판) (KBS) - 월리스 (할 랜든 주니어)
- 보일러 룸 (KBS) - 마티 (론 리프킨)
- 설원의 윌 (KBS) - 드폰탠 (제프리 알란 챈들러)
- 바하마의 별 (KBS)
- 인디아나 존스: 미궁의 사원 (KBS) - 대위(필립 스톤) / 인도인(D. R. 다르마다사)
- 인디아나 존스: 최후의 성전 (KBS) - 포겔 대령(마이클 번) / 성배 기사(로버트 에디슨)
- JFK (KBS) - 마틴(잭 레먼) / 대법원장(짐 개리슨)
- 벤허(KBS) - 시모네데스(샘 자페)
- 뉴튼 보이즈 (KBS) - 재판장(로스 시어스)
- 인생은 아름다워 (KBS) - 귀도의 삼촌(지우스티노 듀라노)
- 아나스타샤(KBS) - 체임벌린(펠릭스 애일머)
- 굿바이 뉴욕 굿모닝 내 사랑(SBS) - 스톤(노블 윌리햄) / 미치의 아버지(알란 채로프)
- 프로젝트 A(KBS) - 지휘관(유극선)
- 배트맨 포에버 (KBS) - 알프레드(마이클 고)
- 바람과 함께 사라지다 (KBS) - 애슐리의 아버지(하워드 힉맨)
- 아라비아의 로렌스 (KBS) - 앨런비(잭 호킨스)
- F학점 첩보원 (KBS) - 헤이우드(마이클 시넬니코프)
- 황야의 결투 (KBS) - 심슨(러셀 심슨) / 극장 주인(돈 바클리)
- 인어의 노래 (KBS) - 하비(아트 스미스)
- 잰디의 신부 (KBS) - 잰디의 아버지(프랭크 커디)
- 특공대작전 (KBS) - 브리드(로버트 라이언)

### 외화
- 칠협오의 (SBS)
- 의천도룡기 (KBS) - 장삼풍(포방)
- 스필버그의 어메이징 스토리 (KBS)
- 삼국지 (KBS) - 왕윤
- 초한지 (KBS) - 여태공
- 더 컬렉션 (KBS) - 봄파르(알랜 코드너)
- 아카풀코 해변수사대 (SBS)
- 천사의 손길 (PBC)